# معاملة المثليين في باكستان
يواجه الأشخاص من المثليين والمثليات ومزدوجي التوجه الجنسي والمتحولين جنسياً (اختصاراً: مجتمع الميم) في باكستان تحديات قانونية واجتماعية لا يواجهها غيرهم من المغايرين جنسيا. ينص القانون الباكستاني على عقوبات جنائية على النشاط الجنسي المثلي. في باكستان يعاقب «قانون العقوبات 1860»، والذي تم وضعه أصلا تحت الإستعمار البريطاني، السدومية مع عقوبة السجن الممكنة، كما توجد أحكاما أخرى التي تؤثر على حقوق الإنسان لمجتمع المثليين الباكستانيين، تحت ستار حماية الأخلاق والنظام العام. على الرغم من كونه غير قانوني، فإن المثلية الجنسية لا تتم ملاحقتها دائمًا في البلاد. كما يواجه الرجال المسلمون الذين يمارسون الجنس مع الرجال عقوبة الإعدام نظرا لتطبيق الشريعة الإسلامية في البلاد على الرغم من عدم وجود حالات معروفة من عمليات الإعدام. يواجه الأشخاص من مجتمع المثليين وصمة عار بين السكان. كما أن المنازل التي يعيش فيها الشركاء المثليون غير مؤهلة للحصول على نفس الحماية القانونية المتاحة للأزواج المغايرين، مع وجود عدة تقارير تتحدث عن مستوى عالي من التمييز والانتهاكات ضد مجتمع المثليين. حتى في المدن الكبيرة، يجب أن يكون المثليون والمثليات متحفظين للغاية بشأن توجههم الجنسية. ومع ذلك، لا تزال الإصابة بفيروس نقص المناعة البشرية مشكلة خطيرة.
التمييز والاعتراض على مجتمع المثليين، إلى جانب الوصمة الاجتماعية المرتبطة به، تنبع معظمها من المعتقدات الدينية وتجعل من الصعب على المثليين إقامة علاقات ثابتة. ومع ذلك، لا يزال مجتمع المثليين قادرًا على التواصل الاجتماعي والتنظيم والتواعد وحتى العيش معًا كشركاء، إذا تم ذلك في الغالب في السر.
تعتبر اللقاءات الجنسية بين الشركاء المثليين أكثر سهولة في المدن الكبيرة مثل كراتشي ولاهور، وخاصة للرجال المثليين ومزدوجي التوجه الجنسي. كنتيجة للعولمة، وتزايد اتجاهات التحرير والتقدم الاجتماعي والتسامح الاجتماعي، شهدت الأحزاب الخاصة لمجتمع المثليين في باكستان زيادة منذ عدة سنوات. بالإضافة إلى ذلك، هناك عدد متزايد من الأفراد - وخاصة أولئك الذين يولدون لأبوين ممن تلقوا تعليماً في العالم المتقدم، والذين عادة ما يكونون خريجين جامعيين ولديهم نوع من الفهم حول التطور والجنس - والذين يفصحون عن توجههم المثلي إلى الأصدقاء وتعريفهم بشريكهم المثلي.
في عام 2018، أقر البرلمان «قانون الأشخاص المتحولين جنسياً (حماية الحقوق)» الذي أنشأ حماية واسعة للأشخاص المتحولين جنسياً. في وقت سابق، في حكم تاريخي في عام 2009، قضت المحكمة العليا في باكستان لصالح الحقوق المدنية للمواطنين المتحولين جنسياً، وأيدت أحكام أخرى من المحكمة وزادت هذه الحقوق.
لا يوجد في باكستان قوانين للحقوق المدنية تحظر التمييز أو المضايقة على أساس الميل الجنسي. لا يُسمح بزواج المثليين أو الاتحادات المدنية بموجب القانون الحالي، ونادراً ما تُثار في الخطاب السياسي.

## قانونية النشاط الجنسي المثلي
يعتبر القانون الباكستاني مزيجا من القانون الاستعماري الإنجليزي وكذلك القانون الإسلامي. بموجب الجوانب الاستعمارية للقانون، يعود الجزء من قانون العقوبات الذي يجرم العلاقات الجنسية المثلية بالتراضي إلى 6 أكتوبر 1860 بموجب الحكم الاستعماري للراج البريطاني. كتب اللورد ماكولاي، قانون العقوبات الهندي لعام 1860، كما تم تسميته في ذلك الوقت، وجعل النشاط الجنسي المثلي غير قانوني بموجب القانون الإنجليزي «للجرائم غير الطبيعية»، والمعروف باسم «المعرفة الجسدية». بعد حصول باكستان على الاستقلال في عام 1947، قرر البرلمان مواصلة استخدام نفس قانون العقوبات، مع مجرد تغيير العنوان إلى قانون العقوبات الباكستاني (الفصل الخامس عشر لعام 1860). في قانون العقوبات، تنص المادة 377 («الجرائم غير الطبيعية») على ما يلي: «يعاقب بالسجن [...] كل من قام بالجماع ضد نظام الطبيعة طواعية مع أي رجل أو امرأة أو حيوان. أن تكون أقل من سنتين ولا تزيد عن عشر سنوات، ويكون عرضة للغرامة».
كجزء من أسلمة باكستان، وأحكام الحدود وصدرت في عام 1977، ينص على عقوبات شديدة على الزنا، والخيانة الزوجية، استهلاك الكحول والأفعال الجنسية المثلية. تضمنت التعديلات أشكال بدائية من العقاب مثل الجلد ما يصل إلى 100 جلدة والموت بالرجم. قد يواجه الباكستانيون من مجتمع المثلي إما عقوبات إسلامية أو علمانية، أو في بعض الحالات كلاهما. على الرغم من أن جميع الحالات المسجلة المعروفة لهذه القوانين التي تستخدم ضد الباكستانيين من مجتمع المثليين توحي بأن العقوبة الأكثر شيوعًا تتضمن المضايقة والابتزاز المتقطع من قبل الشرطة، ثم فرض غرامات وأحكام بالسجن.

### قانون العقوبات الباكستاني 1860
- المادة 141 - يُعتبر التجمع المكون من خمسة أشخاص أو أكثر «تجمعًا غير قانوني» إذا كان الهدف المشترك للأشخاص الذين يتكونون من هذا التجمع هو... ارتكاب أي أذى أو تعدي جنائي أو أي جريمة أخرى.
- المادة 153 - من يقوم بالكلمات، سواءً تحدث أو كتابيًا، أو عن طريق الإشارات، أو عن طريق التمثيلات المرئية، أو غير ذلك، لحث أو يحاول حث أي طالب، أو أي فئة من الطلاب، أو أي مؤسسة مهتمة أو مرتبطة بالطلاب، على أخذ المشاركة في أي نشاط سياسي يزعج أو يقوض، أو يحتمل أن يزعج أو يقوض، يعاقب النظام العام بالسجن لمدة قد تصل إلى عامين أو - مع غرامة أو مع كليهما.
- المادة 268 - الشخص مذنب في إزعاج عام يقوم بأي فعل أو مذنب بارتكاب أي إهمال غير قانوني يتسبب في أي إصابة أو خطر أو إزعاج شائع للجمهور أو عامة الناس الذين يسكنون أو يشغلون ممتلكات في المنطقة المجاورة، أو التي يجب أن تتسبب بالضرورة في إصابة أو عرقلة أو خطر أو إزعاج للأشخاص الذين قد تكون لديهم فرصة لاستخدام أي حق عام.
- المادة 269 - يعاقب بالحبس من أيٍّ من الأفعال التي يُعرف عنها أو يكون لديه سبب للاعتقاد أنه من المحتمل أن ينشر العدوى لأي مرض خطير على الحياة، كل من يقوم بعمل غير قانوني أو إهمال. تمديد لمدة ستة أشهر، أو مع غرامة، أو مع كليهما.
- المادة 270 - يعاقب بالحبس من أي من الأفعال الخبيثة أي شخص يكون، والذي يعرف أو لديه سبب للاعتقاد بأنه من المحتمل أن ينشر العدوى لأي مرض خطير على الحياة. سنتان، أو مع غرامة، أو مع كليهما.
- المادة 290 - يعاقب كل من يرتكب إزعاجًا علنيًا على أي حال لا يعاقب عليه بموجب هذا القانون بغرامة قد تمتد إلى 60ح روبية.
- المادة 292 - تحظر بيع أو توزيع أو عرض أو ملكية أو استيراد أي «كتب أو كراسات» فاحشة أو غيرها من المؤلفات أو الصور.
- المادة 294 - تحظر أي أعمال «فاحشة» عامة أو أغانٍ أو موسيقى أو قصائد.
- المادة 371أ - كل من يبيع أو يسمح باستئجار أو التصرف بأي شكل من الأشكال بقصد توظيف هذا الشخص أو استخدامه في أي وقت لأغراض الدعارة أو الاتصال غير المشروع مع أي شخص أو لأي غرض غير قانوني أو غير أخلاقي، أو مع العلم أنه من المحتمل أن يستخدم هذا الشخص أو يستخدم في أي وقت لأي غرض من هذا القبيل، يعاقب بالسجن لمدة قد تمتد إلى 25 عامًا، ويكون أيضًا عرضة للغرامة.
- المادة 371 (ب) - عند بيع الأنثى، أو السماح باستئجارها، أو التخلص منها بطريقة أخرى، أو لأي شخص يحفظ أو يدير بيت للدعارة، فإن الشخص الذي يتصرف في هذه الأنثى، إلى أن يثبت عكس ذلك، يفترض أنه التخلص منها بقصد استخدامها لغرض الدعارة. لأغراض هذا القسم والقسم 371ب، يُقصد بـ «الجماع غير المشروع» الاتصال الجنسي بين أشخاص لا يتحدون بالزواج.
- المادة 377 - يعاقب بالسجن مدى الحياة أو بالسجن المؤبد طوعا أو بالسجن من أي من الأوصاف لمدة لا تقل عن سنتين ولا تزيد عن عشر سنوات، ويكون أيضا عرضة للغرامة. كل من يقوم بما يكفي لتشكيل الجماع الجنسي اللازم للجريمة الموصوفة في هذا القسم.
- المادة 496 - كل من يقوم، بطريقة غير شريفة أو بنية احتيالية، بحفل الزواج، مع العلم أنه ليس متزوجًا قانونًا، يعاقب بالسجن من أيٍّ من الأوصاف لمدة قد تمتد إلى سبع سنوات وبالغرامة.

## الحقوق الدستورية
لا يذكر دستور باكستان صراحة التوجه الجنسي أو الهوية الجندرية. أنه يحتوي على بعض الأحكام التي قد تؤثر على الحقوق الدستورية للمواطنين الباكستانيين المثليين.
- الجزء الثاني 37. تتعهد الحكومة بتعزيز القيم الإسلامية بين مواطنيها المسلمين، وحماية الزواج والأسرة ومعارضة الفحش.
- الجزء التاسع 227- الإسلام هو دين الدولة الرسمي، وجميع القوانين والقواعد واللوائح وغيرها من التشريعات يجب أن تكون متوافقة مع الإسلام، على النحو المحدد في مجلس إسلامي معين من قبل الحكومة.

## الحماية من التمييز
لا يوجد تشريع للحقوق المدنية يحظر التمييز في القطاع العام أو الخاص على أساس التوجه الجنسي أو الهوية الجنسية.
عبر حزب الخضر الباكستاني عن بعض الدعم لحقوق المثليين، لكن معظم الأحزاب السياسية إما تتجاهل قضية حقوق المثليين أو تعارض حقوق المثليين على أساس ديني.
كتب علماء الاجتماع ستيفن موراي وبدر الدين خان أن قوانين العقوبات نادراً ما تنفذ مباشرة، لكن يتم استخدامها من قبل الشرطة والمواطنين الآخرين كشكل من أشكال الابتزاز.
في مارس 2012، في مجلس حقوق الإنسان، قالت هينا جيلاني، التي كانت آنذاك أيضًا رئيسة لجنة حقوق الإنسان في باكستان والممثلة الخاصة السابقة للأمين العام، «من المهم للغاية التأكيد على أن هناك عقبة خطيرة تتمثل في استمرار وجود عقبة خطيرة. الحرمان من حماية الأشخاص من العنف على أساس التوجه الجنسي والهوية الجندرية، لم يكن هذا الحرمان والرفض من الحكمة لأي حكومة تدعي الالتزام بتعزيز وحماية حقوق الإنسان، ولم تكن مقنعة عند استخدام الثقافة والدين كدرع وعذر لعدم الحماية. لم يكن هناك فكرة عن المسؤولية التي سمحت لحاملي الواجب بالتمسك بشكل انتقائي بالحماية.»

## الهوية الجندرية والتعبير عنها

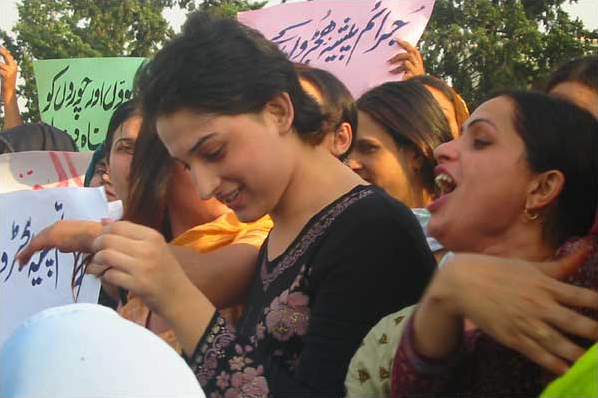
مجموعة من خواجه سرا والمتحولين جنسياً يحتجون في إسلام أباد.

في معظم دول جنوب آسيا، هناك مفهوم للجنس الثالث حيث يشار إلى الأعضاء من قبل المجتمع بأنه لا رجل أو امرأة. باكستان لا تختلف ولديها ثقافة حيوية من مجتمع الهجرة (باللغة الأردية: ہیجڑا). على الرغم من أن المصطلح شائع الاستخدام في جنوب آسيا، فإنه يعتبر مهينًا باللغة الأردية ويستخدم مصطلح «خواجه سرا» (باللغة الأردية: خواجہ سرا)، (بالإنجليزية: khawaja sara)‏ بدلاً من ذلك. ويشار إليهم أحيانا باسم المتحولين جنسيا، ثنائيي الجنس أو الخصيان في منشورات اللغة العربية. مثل الأشخاص المتحولين جنسيا في العديد من البلدان، فإنهم في بعض الأحيان يتعرضون للسخرية والإساءة والعنف. ومع ذلك، يتمتعون بمستوى معين من القبول بسبب موقعهم في مجتمع ما قبل الاستعمار. على سبيل المثال، يتم الترحيب بهم في حفلات الزفاف حيث يرقصون للترفيه للرجال، كما أنهم مرحب بهم بين النساء. في اللغة البنجابية، ويشار إلى هناك كما «خوسرة» (باللغة البنجابية: ਖੁਸਰਾ)، والسندية كما «خوضرة» (باللغة السندية: کدڙا).
عادة ما يتم التسامح مع وجودهم في المجتمع ويعتبرون مباركين في الثقافة الباكستانية. يُعتبر معظم خواجه سرا بمثابة أحفاد ثقافيين مباشرين لمخصيي البلاط في عهد المغول. يُعتقد أنهم يولدون مع خلل في الأعضاء التناسلية ويُخشى أنهم يلعنوا مصير الآخرين، يستمع الناس إلى احتياجاتهم، ويعطونهم الزكاة، ويدعونهم إلى حضورهم في مختلف المناسبات والوظائف، على سبيل المثال، ولادة طفل، ختانه أو حفلات الزفاف. ولد هذا الغموض الذي يكتنف وجودهم من حقيقة أن مجتمعات خواجه سرا تعيش حياة سرية للغاية. في عام 2004، أفيد أن لاهور وحدها لديها 10,000 من المتحولين جنسيا.
بدأ الناس في قبول جراحة إعادة تحديد الجنس لتغيير جنسهم كقاعدة عامة إما بسبب اضطراب الهوية الجندرية. هناك حالات ظهرت فيها مثل هذه الحالات للعلن. صدر حكم في عام 2008 في محكمة لاهور العليا في باكستان أعطى الإذن لنورين، 28 عامًا، بإجراء جراحة إعادة تحديد الجنس، على الرغم من أن القرار كان ينطبق فقط على الأشخاص الذين يعانون من اضطراب الهوية الجندرية.
في عام 2009، قضت المحكمة العليا في باكستان لصالح مجموعة من المتحولين جنسيا. ينص الحكم التاريخي على أنه يحق لهم كمواطنين التمتع بالمساواة وحماية القانون على قدم المساواة، ودعا الحكومة إلى اتخاذ خطوات لحماية المتحولين جنسياً من التمييز والمضايقة. كان رئيس القضاة في باكستان، افتخار تشودري، المهندس الرئيسي لتوسيع الحقوق إلى مجتمع المتحولين جنسياً في باكستان خلال فترة ولايته.
في عام 2010، أمرت المحكمة العليا بالاعتراف الكامل بمجتمع المتحولين جنسياً، بما في ذلك توفير المرافق الطبية والتعليمية المجانية، ومخططات القروض الصغيرة والحصص الوظيفية للأشخاص المتحولين جنسياً في كل دائرة حكومية.
في عام 2017، أمرت محكمة لاهور العليا الحكومة بإدراج المتحولين جنسياً في التعداد الوطني.
في فبراير 2018، قررت لجنة تابعة لمجلس الشيوخ أن المتحولين جنسيا يمكن أن يرثوا الممتلكات دون أن يطلب منهم تحديد جنسهم من قبل مجلس طبي.

### قانون الأشخاص المتحولين جنسيا (حماية الحقوق) 2018
بموجب «قانون الأشخاص المتحولين جنسياً (حماية الحقوق) 2018»، يجوز للباكستانيين أن يختاروا تحديد هويتهم كذكر أو أنثى أو كلاهما أو لا. قد يعبرون عن جنسهم وفقًا لتفضيلاتهم الخاصة، وقد يكون لهم هويتهم الجندرية المفضلة في وثائقهم، «بما في ذلك بطاقات الهوية الوطنية وجوازات السفر ورخص القيادة وشهادات التعليم». يضمن القانون «الحقوق الأساسية للأشخاص المتحولين جنسياً في الميراث، والتعليم، والعمل، والتصويت، وشغل الوظائف العامة، والصحة، والتجمع، والوصول إلى الأماكن والممتلكات العامة. ويؤكد أنهم يتمتعون بجميع الحقوق التي يمنحها دستور الأمة لمواطنيها».
يُعرّف الفعل «الشخص المتحول جنسياً» بأنه «مزيج من السمات التناسلية للذكور والإناث أو الغموض الخلقي»، أو الذكر الذي «يخضع لختان أو إخصاء تناسلي»، أو على نطاق أوسع، «أي شخص له هويته الجندرية و/أو يختلف التعبير الجندري عن الأعراف الاجتماعية والتوقعات الثقافية بناءً على الجنس الذي تم تكليفهم به وقت ولادتهم»، والذي يسمح للناس بالتعرف على أنفسهم على هذا النحو. ويضمن لهم الحق في وراثة الأصول والترشيح للمناصب العامة.
يحظر القانون الجديد التمييز على أساس الجندر في التوظيف والإقامة العامة. تم تكليف الحكومة بالتزامات واسعة لتوفير المساعدة الطبية والنفسية، وقروض الشركات الصغيرة والتدريب المهني، والتدريب على التوعية بالشرطة ومساعدة المهنيين، ومرافق منفصلة للسجون، ومنازل آمنة.
أقر مشروع القانون بالإجماع مجلس الشيوخ الباكستاني في أوائل مارس 2018. في 8 مايو 2018، صوتت الجمعية الوطنية لتمرير مشروع القانون. تم توقيعه ليصبح قانونًا عندما وقعه الرئيس بالنيابة محمد صادق سنجراني في 18 مايو 2018.
في آب/أغسطس 2018، أصدرت إدارة التعليم المدرسي في البنجاب ثاني أكبر مقاطعة في البلاد تعليمات إلى مسؤوليها بضمان المساواة في الوصول إلى المدارس للأطفال المتحولين جنسياً وفقًا «لقانون الأشخاص المتحولين جنسياً (حماية الحقوق) 2018». أخبرت الإدارة مسؤوليها بإدراج نوع جنسهم عندما يتم قبولهم في المدارس وإعطاء أهمية متساوية للأطفال المتحولين جنسياً أثناء حملات التسجيل. أصدرت الإدارة تعليمات إلى مسؤوليها بأن التعليمات كانت ملزمة للمدارس الحكومية والمدارس الخاصة في المقاطعة. أصبحت البنجاب أول مقاطعة تتخذ خطوات عملية لتنفيذ القانون.

## القبول في وسائل الإعلام والثقافة الشعبية

### المثليون/المثليات
يُنظر إلى الرجال المثليين «السالبين» في باكستان على أنهم رجال متأنثون يرتدون فقط ملابس مثل الرجال ولكنهم يتمتعون بخصائص النساء. ومع ذلك، لا يتم تمييز الرجال المثليين «الموجبين» عادة عن الرجال المغايرين. لدى مثليات الجنس الحد الأدنى للغاية من التركيز وهن غير مرئيات في الغالب.
في 9 يونيو 2016، قامت «فايس نيوز» بعمل فيلم وثائقي صغير عرضوا فيه أعضاء مختلفين من مجتمع المثليين في لاهور. تم عرض شبان يعملون في مجال الجنس في الفيديو وشرحوا الصعوبات التي يواجهوها المثليون في باكستان. ركز الفيلم الوثائقي أيضًا على بعض المنظمات السرية التي تعمل من أجل حقوق الإنسان الأساسية لمجتمع المثليين. في الفيلم، يظهر مقطع قصير يظهر فيه صبي صغير يتعرض للضرب ويتم اللواط به بعد ذلك بفرع شجرة بعد أن بعض الأشخاص من المجتمع الديني المحافظ أنه كان يقوم بنشاط جنسي مثلي. كما يعرض أيضًا كيفية استخدام المثليين والمتحولين جنسياً لتطبيقات وسائل التواصل الاجتماعي مثل تيندر للاتصال بأشخاص آخرين في المجتمع.

### المتحولون جنسيا
في عام 2005، علي سليم (28 عاما) وهو ابن عقيد في الجيش، ظهر على تلفزيون جيو في برنامج «هوم ساب أوميد سي هين» ككرجل يتقمص دور بينظير بوتو. وقد كان أدائه محبوبا إلى درجة أنه أصبح يقدم نفسه في برنامج حواري شكل دراغ كوين اسمه بيغوم ناوازيش علي. قابل بيغوم وزراء مؤثرين من الحكومة، مثل رئيس بلدية كراتشي السابق نعمة الله خان الموالي لجماعة الإسلام. غالبًا ما تتم مقارنة شخصيته بشخصية السيدة إدنا إيفر للممثل الأسترالي باري همفريز.
لزيادة الوعي بقضايا المثليين ، نشر المؤلف «إينا» كتابًا للأطفال بعنوان «تشاتشاتي مثلي» (بالإنجليزية: "My Chacha is Gay")‏. أضافت مكتبات مجتمع المثليين في تورونتو الكتاب إلى أرففها في السنوات الأخيرة. يظل موضوع قضايا المثليين من التابوهات في باكستان للمناقشة، على الرغم من الفضول. بالنسبة إلى إجمالي عمليات البحث على غوغل، للسنة المنتهية في 15 يونيو 2013، كانت باكستان رائدة على مستوى العالم في عمليات البحث عن مصطلح «شيميل سكس»، والثانية في العالم عن عمليات البحث عن «رجل بنيك رجلا»، والثالثة في العالم لعمليات البحث عن «صور جنسية مثلية».
في يونيو/حزيران 2016، أعلنت هيئة دينية صغيرة في لاهور تعرف باسم «تنظيم اتحاد الأمة» أن زواج المتحولين جنسياً قانوني بموجب القانون الإسلامي.
في نوفمبر 2016، قامت كامي سيد، الناشطة في حقوق المتحولين جنسياً، بحصة تصوير مع المصور حسيب م. صديقي والمصمم وقار ج. خان وفنانة المكياج نجات مصباح، كشكل من أشكال الاحتجاج على الفظائع المرتكبة ضد المتحولين جنسياً في باكستان. كان من بين تلك الفظائع وفاة امرأة متحولة جنسياً تدعى أليشا. توفيت أليشا بسبب تأخر الرعاية بسبب حجة ما إذا كانت ستوضع في جناح الذكور أو جناح الإناث في المستشفى. بينما قننت باكستان «الجنس الثالث» عند تحديد الأشخاص المتحولين جنسياً، تعتقد كامي سيد أنه يمكن فعل المزيد. قالت سيد: «علينا أن نفهم أنه بمجرد ذكر الهوية الجنسانية الثالثة على بطاقة الهوية الوطنية المحوسب، فإن الدولة لم تفعل ما يكفي. ولا يكفي أن تكون الحكومة قد حددت حصة وظيفية قدرها 2% أيضًا. لا! إنها مدة طويلة للكفاح الذي يتعين علينا مواصلة الحصول على فرص متساوية». قبل القيام بهذا بحصة التصوير، «ما درجة مثلية باكستان؟» و«شوبان تشوباي» لتسليط الضوء على ما يعنيه أن يكون الشخص متحولا جنسيا في باكستان. في يناير/كانون الثاني 2017، ناقشت سيد فيلمًا جديدًا كانت تقوم ببطولته، «راني»، حيث لعبت دور امرأة متحولة جنسياً تجد طفلاً مهجورًا وتربيه كفيلم خاص بها. تم إخراج الفيلم من قبل المخرج حماد ريزفي. تأمل كامي سيد أن يكون لهذا تأثير إيجابي على النظرة الاجتماعية في باكستان للأشخاص المتحولين جنسياً، مثل التصوير الفوتوغرافي. «هينا باثاني»، ناشطة أخرى في حقوق المتحولين جنسياً، لعبت دور البطولة بجانب كامي سيد في راني. كانت كامي سيد مفيدة في تأكيد وتفنيد بعض المفاهيم المسبقة للأشخاص المتحولين جنسياً في البرنامج التلفزيوني الأخير «خودا ميرا بهي هاي». كانت أسماء نبيل، كاتبة خودا ميرا بهي هاي، سعيدة للغاية بطرح أسئلة للتوضيح.
في مارس 2017، عرضت فرقة موسيقية شهيرة عارضة متحولة الجنس رمال علي في الفيديو الموسيقي. مثلت وعرضت رمال علي ممثلة في العديد من مقاطع الفيديو الموسيقية لتعزيز حياتها المهنية.

## ظروف الحياة
تم الإبلاغ عن العديد من جرائم الغلمانية التي ارتكبها رجال الدين تجاه الأولاد الصغار في المدارس الدينية. يصعب على الضحايا تحقيق العدالة في هذه المواقف لأن الجمهور لا يريد تصديق أن رجل دين يمكنه اغتصاب أطفال والضحايا، الصبية الصغار الذين يجبرون على أن يكونوا شركاء سالبين في الجنس الشرجي، غالبًا ما يكونون ينظر إليها على أنهم مثليون، وبالتالي يتعرضون للعداء الاجتماعي وحتى العقوبات القانونية.
قال رجل دين باكستاني من كاهوتا في 31 ديسمبر 2007 أن كل شخص مثلي يجب أن يُقتل لوقف هذا النمو المفاجئ نحو الوعي الجنسي إما بقطع الرأس أو الرجم.
في حين أن مجتمع المثليين ليسوا مستعدين لمعالجة مثل هذه الإساءات والتحيزات، فإن عددا متزايدا من الرجال المثليين ومزدوجي التوجه الجنسي يخلقون شبكات اجتماعية.
شهدت المدن الكبيرة مثل لاهور وكراتشي العديد من الرجال المثليين، ومعظمهم من الطبقات الوسطى والعليا، وتتمتع أنفسهم في حفلات بهدف الإعلان عن فخرهم بكونهم مثليين. عادة ما تنطوي هذه الأعداد الكبيرة من الرجال يرقصون معا في غرف معزولة ضخمة في جو راقص مقبلين بعضهما البعض. في عام 2008، كانت الحادثة التي جذبت أعين المارة مجموعة من الرجال يرتدون ملابس للجنس الآخر وهم يرقصون على نغمات بوليوود على سطح منزل. قال شخص مجهول من مقابلة مع هيئة الإذاعة البريطانية إنه لا يتذكر مناسبة منذ ما يقرب من 10 سنوات شعر فيها بالتهديد بسبب حياته الجنسية في باكستان.
في عام 2003، تم القبض على ثلاثة رجال باكستانيين في مدينة لاهور عندما قام أحد أقربائهم بتسليمهم لمشاركتهم في أفعال جنسية مثلية في حفلة خاصة. ولم يعرف عقابهم.
في عام 2005، تزوج رجل يدعى لياكوات علي، 42 عامًا، من منطقة خيبر المتاخمة لأفغانستان من رجل آخر في قبيلته يسمى ماركين، 16 عامًا، مع في حفل زفاف قبلي تقليدي. عند سماع خيانة الرجل الدينية، طلب مجلس قبلي من الزوجين مغادرة المنطقة أو مواجهة الموت.
عندما ينفتح الرجال الآن على النشاط الجنسي، فإن المثلية الجنسية بين النساء تكون أقل تعرضًا لها في البلاد، ونادراً ما يُسمع عن الأحداث التي تهم النساء في علاقات مثلية. إحدى هذه القضايا المعروضة على المحكمة في عام 2008، أظهرت نفس الموقف الرافض تجاه علاقة المثلية بين النساء كما لو كان تجاه علاقات مثلية بين الرجال.
في عام 2016، أُطلق النار على ناشطة تبلغ من العمر 23 عامًا تدعى أليشا، وتم نقلها إلى مستشفى ليدي ريدينج في بيشاور، حيث تُركت تنزف حتى الموت بينما كان الموظفون يتجادلون حول ما إذا كان ينبغي عليهم أخذ أليشا إلى جناح الرجال أم جناح النساء. أفاد أصدقاء أليشا أن الرجال كانوا يمارسون التمييز والسخرية منهم ويتساءلون عما إذا كانت دم أليشا «مصابا بفيروس نقص المناعة البشرية» وطلبت رقم هاتف صديقتها لدعوتها لحضور حفل رقص. كانت أليشا ناشطة مدافعة عن مجتمع المتحولين جنسياً وعملت بجد طوال حياتها لكسب عيشها. وقالت فرشة، صديقة أليشا، إن المتحولين جنسياً يستهدفون بسهولة لأنهم ضعفاء وليس لديهم وضع اجتماعي، على الرغم من أن الحكومة قد سنت قوانين لصالح الأشخاص المتحولين جنسياً، إلا أن السكان المحليين يميلون إلى عدم قبولهم وحرمانهم من التعليم والرعاية الصحية الأساسيين. وفي صباح اليوم التالي، نشرت مجموعة ناشطة تدعى ترانس أكشن على موقع فيسبوك، بعد وفاة أليشا موجهة للسلطات المحلية قائلة، «اقتلنا جميعًا».
في نوفمبر 2017، قُتلت امرأة متحول جنسيًا بالرصاص في بيشاور. تشير التقارير الأولية من الشرطة إلى أن مرتكب الجريمة كان على صلة وثيقة بالضحية وأنه قد يكون حادث قتل شرف.
في عام 2017، في مقابلة تلفزية تحدثت امرأة تبلغ من العمر 40 عامًا استخدمت اسم زينة عن حياتها كمسلمة مثلية في باكستان قبل أن تنتقل إلى المملكة المتحدة. تحدثت عن كيفية تعاملها مع الضرب الشديد والكثير من التمييز. قيل لها إنها لا يمكن أن تكون مثلية إذا كانت مسلمة وطُلب منها أن تترك جامعتها ومكان عملها بسبب حياتها الجنسية.
يستخدم بعض المتحولين جنسياً في باكستان الهرمونات والسيليكون لجلب التركيز على خصائصهم الأنثوية؛ ومع ذلك، يتم هذا عادة في ظروف طبية رهيبة دون معدات وإشراف مناسبين، حيث إن عمليات تغيير الجنس الباهظة الثمن في باكستان لا تتم في الغالب بسبب نقص التعليم حول الموضوع والتابوهات في المجتمع.
على الرغم من أن الحكومة الباكستانية تعترف بالجنس الثالث على بطاقات الهوية، إلا أن العديد من أفراد مجتمع المتحولين جنسياً يترددون في التقدم للحصول عليها لأنه لن يُسمح لهم بدخول مدينة مكة المكرمة في المملكة العربية السعودية كشخص متحول جنسيًا.

### موقف الحكومة

#### تصويت مجلس حقوق الإنسان
أبدت الحكومة الباكستانية دائمًا مقاومة لقضية حقوق المثليين ولم تخف أبدًا من تعصبها. تم رفض التصويت الذي أجرته الأمم المتحدة في 25 أبريل 2003، بشأن قضايا حقوق المثليين، من قبل تحالف من خمس دول إسلامية مرفوضة، بما فيها باكستان. ماتت الدول الأخرى مصر، ليبيا، السعودية وماليزيا.
وأرجأت البلدان تصويتها لإيقاف العملية والتعديلات المقترحة التي تهدف إلى قتل التدبير عن عمد، وإزالة جميع الإشارات إلى التمييز على أساس التوجه الجنسي، مما يجعل القرار بلا معنى. قدمت البرازيل القرار بدعم من 19 دولة من أصل 53 دولة عضو في لجنة حقوق الإنسان التابعة للأمم المتحدة في جنيف. دعت الدول الأعضاء إلى تعزيز وحماية حقوق الإنسان لجميع الأشخاص، بغض النظر عن توجههم الجنسي.

### السياسة
يجب على الأحزاب السياسية ومجموعات المصالح وغيرها من المنظمات السياسية في باكستان احترام الإسلام و «الأخلاق العامة»، والتي قد تحول دون أي تأييد لحقوق المثليين. يبدو أن الاستثناء الوحيد هو المواطنون الباكستانيون المتحولون جنسياً أو عضو من الجنس الثالث.

### الإعلام
تفؤض وسائل الإعلام الباكستانية رقابة صارمة على الأخبار ذات الصلة بمجتمع الميم. في أواخر عام 2013، فرضت حكومة باكستان الرقابة على موقع الويب "Queerpk.com" من المشاهدة.
عندما قبلت محكمة صينية النظر في قضية تتعلق بزواج المثليين، تلقت القصة الإخبارية تغطية دولية كبيرة. ومع ذلك، في النسخة الباكستانية من «جريدة نيويورك تايمز الدولية» («إكبرس تريبيون») تم فرض الرقابة على الصورة المصاحبة للمقال وترك مساحة خالية على الصفحة الأولى من الصحيفة. أثار كاتب العمود في صحيفة «ديلي تايمز» فارمان نواز العديد من الأسئلة حول هذا النوع من النهج الصحفي. اتبع فرمان نواز مقاربة مختلفة أثناء الكتابة في غلوبال تايمز تشاينا: «لا تُمنح وجهات النظر العلمانية والليبرالية مساحة على صفحات الصحف والقنوات الإخبارية في باكستان، ويتعين على الليبراليين أن يلفوا أفكارهم في الدين والعادات لجعلها تستحق النشر. ولكن وجد الناس أن وسائل التواصل الاجتماعي مساحة أكثر ملائمة».
في يوليو عام 2016، كتب رجل باكستاني شاب يدعى إحسان مقالا في الجريدة الإلكترونية البريطانية غاي ستار نيوز عن تجاربه من كونه مثلي الجنس في باكستان. ووصف المجتمع الباكستاني والقوانين بأنها معادية للأفراد من مجتمع المثليين. لقد كتب قائلاً: «إن وضع المثليين، اجتماعيًا وقانونيًا، في أسوأ حالاته. يواجه المثليون مقاضاة من قبل الدولة. والموضوع لا يزال من التابوهات - يعتبر مقززًا جدًا للحديث عنه». تم حذف لقبه لحمايته.

### فيروس نقص المناعة البشرية / الإيدز
كانت إحدى الجهود التي فتحت نقاشًا عامًا حول حقوق المثليين هي الجهود المبذولة لمكافحة انتشار فيروس نقص المناعة البشرية/الإيدز بين الرجال الذين يمارسون الجنس مع رجال آخرين، لكنهم لا يقرون بالضرورة أنهم مثليون أو مزدوجي التوجه الجنسي. تشير التقارير الرسمية لبرنامج الأمم المتحدة المشترك المعني بفيروس نقص المناعة البشرية/الإيدز إلى أنهم يستهدفون سائقي الشاحنات الليلية المعروفين بممارسة الجنس مع رجال أصغر سنا.
ظهر وباء الإيدز للمرة الأولى في باكستان في عام 1987، وتقدر التقارير الحكومية (حتى عام 2004) أن ما يقرب من 3,000 باكستاني كانوا يعانون منه، على الرغم من أن العديد من النقاد يعتقدون أن الحكومة تقلل من شأن المشكلة. يُعتقد أن العدد ربما ارتفع إلى ما بين 70,000 و 80,000 شخص، وربما يصل إلى 210,000 (كما هو الحال في تقارير برنامج الأمم المتحدة المشترك المعني بفيروس نقص المناعة البشرية/الإيدز في باكستان).

## الرأي العام
الرأي العام بشأن سياسة المثليين معقد. في يونيو 2013، ذكر مركز بيو للأبحاث أنه من بين 39 دولة تمت دراستها، كانت باكستان واحدة من أقل الدول قبولًا للمثلية الجنسية حيث قال 87% ممن شملهم الاستطلاع إن «المثلية الجنسية يجب ألا يقبلها المجتمع».
وفقًا لاستطلاع أجرته مؤسسة المؤسسة الدولية للمثليين والمثليات ومزدوجي التوجه الجنسي والمتحولين جنسيا وثنائيي الجنس عام 2017، وافق عدد كبير من الباكستانيين على أنه يجب أن يتمتع المثليون والمثليات ومزدوجو التوجه الجنسي بنفس الحقوق التي يتمتع بها الأشخاص المغايرون، في حين أن 36% لم يوافقوا على ذلك. بالإضافة إلى ذلك، وافق 41% على أنه ينبغي حمايتهم من التمييز في مكان العمل. قال 46% من الباكستانيين أنه يجب معاملة الأشخاص الذين تربطهم علاقات جنسية مثلية كمجرمين، بينما عارض 31% ذلك. بالنسبة للأشخاص المتحولين جنسياً، وافق 49% على أنه ينبغي لهم التمتع بنفس الحقوق، واعتقد 51% أنه يجب حمايتهم من التمييز في العمل واعتقد 44% أنه يجب السماح لهم بتغيير جنسهم القانوني.
بالإضافة إلى ذلك، وفقًا للاستطلاع نفسه، سيحاول حوالي 40% من الباكستانيين «تغيير» التوجه الجنسي لأحد الجيران إذا اكتشفوا أنه (ا) هي مثلي (ة) الجنس. (43% إذا كانت امرأة و 45% إذا كان رجلا).

## ملخص
| قانونية النشاط الجنسي المثلي                                                                  | / (العقوبة: الغرامة أو السجن لمدة تقل عن 10 سنوات ؛ وتختلف حسب المنطقة ونادراً ما تُنفذ تُطبق عقوبة الإعدام على الجنس خارج إطار الزواج بغض النظر عن جنس المشاركين (لا توجد حالات معروفة تم فيها تطبيق عقوبة الإعدام بسبب المثلية الجنسية) |
| المساواة في السن القانوني للنشاط الجنسي                                                       | No |
| قوانين مكافحة التمييز في التوظيف                                                              | / (منذ عام 2018 ؛ على أساس الهوية الجندرية فقط) |
| قوانين مكافحة التمييز في توفير السلع والخدمات                                                 | / (منذ عام 2018 ؛ على أساس الهوية الجندرية فقط) |
| قوانين مكافحة التمييز في جميع المجالات الأخرى (تتضمن التمييز غير المباشر، خطاب الكراهية)      | / (منذ عام 2018 ؛ على أساس الهوية الجندرية فقط) |
| قوانين مكافحة أشكال التمييز المعنية بالهوية الجندرية                                          | Yes |
| زواج المثليين                                                                                 | No |
| الاعتراف القانوني بالعلاقات المثلية                                                           | No |
| تبني أحد الشريكين للطفل البيولوجي للشريك الآخر                                                | No |
| التبني المشترك للأزواج المثليين                                                               | No |
| يسمح للمثليين والمثليات ومزدوجي التوجه الجنسي والمتحولين جنسيا بالخدمة علناً في القوات المسلحة | No |
| الحق بتغيير الجنس القانوني                                                                    | (منذ عام 2010) |
| الاعتراف بالجنس الثالث                                                                        | (منذ عام 2010) |
| علاج التحويل محظور على القاصرين                                                               | No |
| الحصول على أطفال أنابيب للمثليات                                                              | No |
| الأمومة التلقائية للطفل بعد الولادة                                                           | No |
| تأجير الأرحام التجاري للأزواج المثليين من الذكور                                              | (غير قانوني للأزواج المغايرين كذلك) |
| السماح للرجال الذين مارسوا الجنس الشرجي التبرع بالدم                                          | No |